# تای سایدینگ (وایومینگ)
تای سایدینگ (به انگلیسی: Tie Siding) یک منطقهٔ مسکونی در ایالات متحده آمریکا است که در شهرستان آلبانی، وایومینگ واقع شده‌است.